# Grand Prix Formule 1 van Groot-Brittannië 2003
De Grand Prix Formule 1 van Groot-Brittannië 2003 werd gehouden op 20 juli 2003 op het circuit van Silverstone.

## Baaninvasie
In ronde 11 van de race liep de Ierse ex-priester Neil Horan de baan op met een kilt aan en had spandoeken mee waar op stond "Read the Bible" (Lees de Bijbel) en "The Bible is always right" (De Bijbel heeft altijd gelijk) en rende tegen de rijrichting in, waarbij de auto's hem konden ontwijken. Hij ging terug naar het gras nadat de auto's waren gepasseerd voor hun ronde en kon gestopt worden door een baancommissaris.
Later was hij schuldig verklaard in de rechtbank van Northampton en zei dat hij dit deed als een teken van God, maar tijdens de vervolging bleek dat hij de spandoeken al had gemaakt lang voor de Grand Prix. Hij ging voor twee maanden naar de gevangenis.

## Uitslag
| Positie | Nummer | Rijder                | Team               | Ronden | Tijd/Opgave     | Startplaats | Punten |
| ------- | ------ | --------------------- | ------------------ | ------ | --------------- | ----------- | ------ |
| 1       | 2      | Rubens Barrichello    | Scuderia Ferrari   | 60     | 1:28:37.554     | 1           | 10     |
| 2       | 3      | Juan Pablo Montoya    | Williams-BMW       | 60     | +5.462          | 7           | 8      |
| 3       | 6      | Kimi Räikkönen        | McLaren - Mercedes | 60     | +10.656         | 3           | 6      |
| 4       | 1      | Michael Schumacher    | Scuderia Ferrari   | 60     | +25.648         | 5           | 5      |
| 5       | 5      | David Coulthard       | McLaren - Mercedes | 60     | +36.827         | 12          | 4      |
| 6       | 7      | Jarno Trulli          | Renault            | 60     | +43.067         | 2           | 3      |
| 7       | 21     | Cristiano da Matta    | Toyota             | 60     | +45.085         | 6           | 2      |
| 8       | 17     | Jenson Button         | BAR-Honda          | 60     | +45.478         | 20          | 1      |
| 9       | 4      | Ralf Schumacher       | Williams-BMW       | 60     | +58.032         | 4           |        |
| 10      | 16     | Jacques Villeneuve    | BAR-Honda          | 60     | +1:03.569       | 9           |        |
| 11      | 20     | Olivier Panis         | Toyota             | 60     | +1:05.207       | 13          |        |
| 12      | 10     | Heinz-Harald Frentzen | Sauber - Petronas  | 60     | +1:05.564       | 14          |        |
| 13      | 12     | Ralph Firman          | Jordan-Ford        | 59     | +1 Ronde        | 17          |        |
| 14      | 14     | Mark Webber           | Jaguar Racing      | 59     | +1 Ronde        | 11          |        |
| 15      | 19     | Jos Verstappen        | Minardi - Cosworth | 58     | +1 Ronde        | 19          |        |
| 16      | 18     | Justin Wilson         | Minardi - Cosworth | 58     | +2 Rondes       | 18          |        |
| 17      | 9      | Nick Heidfeld         | Sauber - Petronas  | 58     | +2 Rondes       | 16          |        |
| Ret     | 8      | Fernando Alonso       | Renault            | 52     | Versnellingsbak | 8           |        |
| Ret     | 11     | Giancarlo Fisichella  | Jordan-Ford        | 44     | Ophanging       | 15          |        |
| Ret     | 15     | Antônio Pizzonia      | Jaguar Racing      | 32     | Motor           | 10          |        |

## Wetenswaardigheden
- Laatste seizoensrace: Antônio Pizzonia. Hij werd aan de kant gezet bij het team door slechte resultaten. Hij werd vervangen door Minardi's Justin Wilson.

## Statistieken
| Snelste ronde | Rubens Barrichello | Scuderia Ferrari | 1:22.236 |

## Noot
- Dit waren de eerste rondes als raceleider voor Christiano da Matta.